# Eratigena atrica
Eratigena atrica (C. L. Koch, 1843) è un ragno appartenente alla famiglia degli Agelenidi; in precedenza, era stato classificato con vari nomi nel genere Tegenaria.

## Distribuzione
Ragno europeo, molto comune nelle case italiane, è stato introdotto anche in Nord America.

## Descrizione
La ragnatela è orizzontale, di solito tessuta in un angolo, e dotata di un rifugio tubolare. Raggiunge la maturità a fine estate, in autunno.